# 教育部教育考试院
教育部教育考试院（英語：National Education Examinations Authority，缩写NEEA），是中华人民共和国教育部下设的一个机构，是由教育部指定的承担教育考试专项任务并赋有部分行政管理职能的直属事业单位。其办公地点位于北京市海淀区成府路清华科技园立业大厦内。

## 历史沿革
教育部教育考试院的前身是于1987年成立的国家教委考试管理中心，并于1990年更名为国家教委考试中心。
1994年，国家教委考试中心与成立于1983年的国家教委高等教育自学考试办公室合并，合并后的机构称“国家教委考试中心”并保留了“国家教委自学考试办公室”的牌子。
1998年，国家教委改称教育部，国家教委考试中心也相应更名为“教育部考试中心”。
自2022年2月16日起，教育部考试中心的中文名称更改为“教育部教育考试院”，并使用该名称统一对外开展业务，同时继续使用原来的英文名称。

## 考试项目
教育部教育考试院承担的考试项目包括：
- 国家教育考试：普通高等学校招生全国统一考试、成人高等学校招生全国统一考试、全国硕士研究生招生考试、高等教育自学考试、中小学教师资格考试
- 社会证书考试：全国大学英语四、六级考试、全国计算机等级考试、全国计算机应用水平考试、全国英语等级考试、全国外语水平考试、书画等级考试、医护英语水平考试、中国少数民族汉语水平等级考试
- 海外考试：托福、雅思、德福、日本语能力测试、韩国语能力考试、美国研究生入学考试、美国管理学研究生入学考试、剑桥商务英语证书考试、法语鉴定文凭考试、对外西班牙语水平证书考试、美国法学院入学考试、巴西葡萄牙语考试（英语：CELPE-Bras）、剑桥少儿英语、剑桥英语五级证书考试、楷尔考试
- 其它：国家外语能力测评体系

## 领导人员
目前教育部教育考试院的院长兼党委书记为孙海波；副院长兼党委副书记（正司级）为于涵；副院长兼党委委员为张为舟、杨松、郑益慧三人。党委副书记兼纪委书记是李光明。